# Santa Creu (Huesca)
Santa Creu es una antigua aldea deshabitada ubicada en una pista entre Torrelabad y El Soler.

## Historia
En los Focs del 1381 aparece mencionado un hombre llamado "Bernat de Santa Creu" y en un censo del 1495 la población aparece con un solo fuego, mientras que en otro documento fechado en el 1709 aparece mencionada como "la casa y la ermita que llamamos de Santa Creu"
Fue parte de Benavente de Aragón, aunque actualmente es parte de Graus.

## Patrimonio
- Conjunto urbano, la población está conformada por dos casas que actualmente se encuentran en estado de ruina y cubiertas por maleza.[1]
- Ermita de la Virgen de Casigüertos, edificio de una sola nave con ábside semicircular con el acceso a través del muro oeste y sobre la cual se levanta la espadaña de un solo ojo.[2]